# 루스트 정원

베를린 돔 (왼쪽)과 공화국 궁전 (오른쪽)

루스트 정원(독일어: Lustgarten)은 독일 베를린에 있는 공원이다. 역사적으로 여러 차례 연병장으로서, 또 군중대회와 공원의 장소로서 사용되어 왔다.

## 역사
루스트 정원은 16세기에 궁전에 붙어있는 채마밭으로 개발되었다가 브란덴부르크 유권자의 거주지, 이후 프로이센 왕국의 중심지로 활용되었다.